# Mary Mallon
Mary Mallon (ngày 23 tháng 9 năm 1869 – ngày 11 tháng 11 năm 1938), còn được biết với cái tên Typhoid Mary (Mary "thương hàn"), được biết như là người đầu tiên trong lịch sử Hoa Kỳ mang theo vật ký sinh của thương hàn, là người có vi khuẩn ký sinh trong người nhưng không bị gây bệnh hay bất cứ tổn hại nào từ vi khuẩn nhưng có thể lây nhiễm cho người khác.
Trong quá trình làm đầu bếp, bà được biết như đã làm nhiễm bệnh cho năm mươi ba người, trong đó ba người đã thiệt mạng. Sự nổi tiếng của bà cũng vì xuất phát từ sự khước từ được khám bệnh và từ chối bỏ làm việc nấu ăn vì bà nghĩ rằng họ định vu cáo cho bà. Bà bị cách ly hai lần tại bệnh viện, chính quyền địa phương và đã mất khi vẫn đang trong tình trạng cách ly. Sau lần cách ly thứ nhất bà hứa sẽ không làm đầu bếp nữa, nhưng bà đã thất hứa và đổi tên thành Mary Brown, tiếp tục nấu ăn. Sau đó, chính quyền bắt được bà, lần này bà buộc phải cách ly vĩnh viễn. Nhiều người nghĩ là Mary Mallon có khả năng sinh sống với bệnh, vì mẹ bà đã bị nhiễm bệnh trong khi mang bầu bà.

## Tiểu sử
Mallon được sinh vào năm 1869 ở County Tyrone, Đảo Ireland, và đã di cư vào Hoa Kỳ năm 1884. Bà làm việc như một người đầu bếp trong thành phố New York từ năm 1900 đến 1907. Bà đã làm việc trong một căn nhà ở Mamaroneck, New York, chỉ trong thời gian ngắn hơn hai tuần người dân bị nhiễm vi khuẩn thương hàn. Bà đến Manhattan vào năm 1901, và từ những người trong gia đình mà bà làm việc đã bị nhiễm bệnh trước tiên bệnh sốt và tiêu chảy và làm cho người thợ giặt bị tử vong. Sau đó bà đi làm việc giúp cho Luật sư cho tới khi bảy tới tám người bị nhiễm thương hàn; Mary bỏ ra khoảng mấy tháng để giúp những người mà bà đã lây nhiễm, nhưng thật ra chỉ làm cho mọi việc tồi tệ thêm vì càng gây thêm nhiều người bị nhiễm bệnh. Trong năm 1906, Bà bị cách ly ở Long Island; trong hai tuần, sáu trong mười một thành viên trong gia đình phải vô bệnh viện vì bệnh thương hàn. Bà đổi việc làm lần nữa và thêm ba hộ gia đình bị nhiễm bệnh..
Mọi người có thể bị nhiệm thương hàn sau khi ăn phải thức ăn hoặc nước đã bị nhiễm vi rút qua người mang vật ký sinh thương hàn. Người mang nó thường thường là người khỏe mạnh, những người đã sống sót qua thời kì trước đó của bệnh thường hàn, nhưng Salmonella typhi (vi khuẩn thương hàn) vẫn có thể sống sót và không gây thêm tổn hại nào đến vật chủ. Người mang nó tiếp tục thải ra vi khuẩn qua phân và nước tiểu. Cần phải rửa tay và chà thật kỹ với xà phòng cùng với nước nóng mới có thể tẩy được vi khuẩn khỏi bàn tay.
			Khi nhà nghiên cứu thương hàn, George Soper, đã phát hiện ra Mallon có thể là vật truyền nhiễm bệnh thương hàn, bà ta kiên quyết từ chối để các nhà nghiên cứu lấy nước tiểu và phân mặc dù nếu thật sự bà mang vi khuẩn thương hàn. Soper bỏ đi, sau này trở lại và xuất bản những nghiên cứu ông có vào ngày 15 tháng 6 năm 1907, tựa đề là Nhật ký của hiệp hội y khoa Hoa Kỳ. Vào lúc tiếp theo ông liên lạc với Mary, ông đi cùng với một bác sĩ, nhưng lại bị đuổi đi lần nữa. Sự khẳng định từ Mallon, bà ấy không phải là người mang vật ký sinh thương hàn, là vì sự chẩn đoán của một nhà hóa học danh tiếng đã từng nói cô không phải là người mang vật ký sinh. Trong khi kiểm tra có thể rằng lúc đó bà ta đang trong thời kỳ tạm thời bệnh không bùng phát nên kết quả không được chuẩn xác. Dù gì, khi Soper lần đầu tiên gặp bà ta, bà là người mang theo vật ký sinh thương hàn, khái niệm mà một người mang theo nầm móng bệnh có thể lây nhiễm mà vẫn khỏe mạnh bình thường lúc đó chưa được áp dụng. Bà nghĩ Soper còn có thể là người muốn vu oan cho bà; vì tại thời điểm đó những tệ nạn thành kiến rất mạnh với những người Ireland như bà, và bà còn tin rằng sự do bẩn ở những căn nhà ổ chuột là điều chính dẫn ra dịch bệnh. Trong khi lần gặp sau này ở bệnh viện, ông nói với Mary là ông có thể ghi một quyển sách về bà và sẽ đưa có hết tất cả tiền nhuận bút; bà từ chối một cách dứt khoát và trốn trong nhà vệ sinh đã khóa cho tới khi ông ta bỏ đi.

## Cách ly

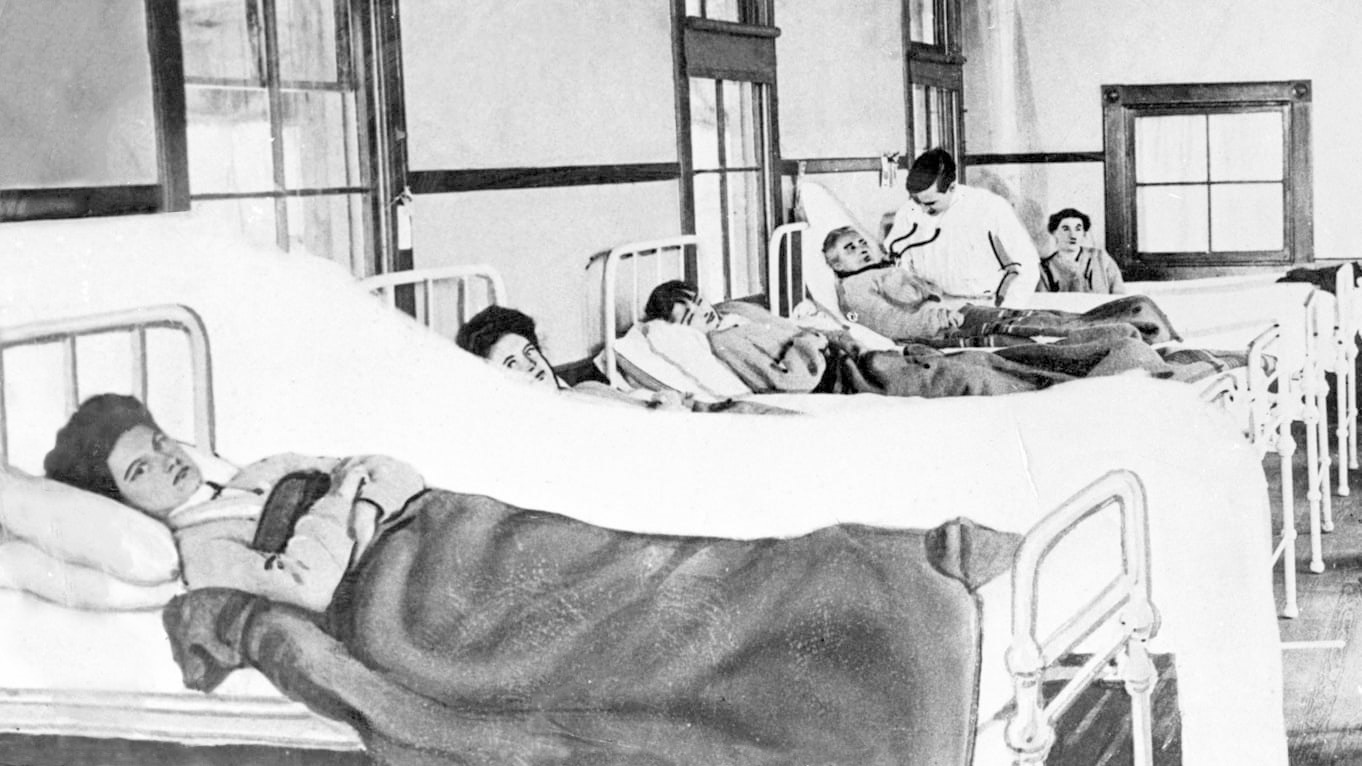
Mary Mallon (người đầu tiên từ trái qua phải) nằm trong bệnh viện trong đợt cách ly đầu tiên của bà

Cục sở y tế thuộc thành phố New York gửi tiến sĩ Sara Josephine Baker đến để nói chuyện với Mary, nhưng "tại thời điểm ấy bà tin rằng mình bị xử oan vì bà không làm gì sai trái cả." 
Mấy ngày sau, Baker đến chỗ mà Mary làm cùng với một số cảnh sát để bắt bà về để canh giữ. Nhà nghiên cứu sinh học ở thành phố New York City đã điều tra ra là bà là "người mang vật ký sinh thương hàn". Theo hiệu lực của pháp luật phần 1169 và 1170 của hiến chương New York, Mallon bị cách ly cho ba năm tại bệnh viện nằm tại đảo North Brother. Cuối cùng, người được ủy quyền quyết định sẽ không cách ly Mallon nếu bà không làm việc nấu nướng nữa để phòng chống bệnh lây nhiễm. Mong muốn lấy lại tự do, bà lập tức đồng ý hiệp ước. Ngày 19 tháng 2 năm 1910, Mallon đồng ý là bà sẽ thay đổi công việc nấu ăn, và sẽ làm giấy chứng nhận là sau khi được thả bà sẽ cẩn thận giao tiếp với bất cứ ai một cách hợp vệ sinh an toàn để nhằm tránh lây nhiễm. Bà được thả từ chỗ cách ly và trở về nhà.
Sau đó, bà làm công việc giặt đồ, công việc mà lương bổng ít hơn công việc đầu bếp của bà. Mallon quyết định giấu tên thiệt của mình và đổi tên thành Mary Brown, trở lại với công việc nấu ăn. kết quả trong năm 1915 lây nhiễm 25 người trong khi làm việc tại một bệnh vệnh cho phụ nữ nằm ở New York; một trong những người bị lây nhiễm đã chết. Hội đồng sức khỏe một lần nữa truy tìm và bắt bà Mary Mallon, bà phải trở về tình trạng cách ly trên đảo. Mallon đã ở đây đến hết đời. Bà trở nên nổi tiếng, và được phỏng vấn bởi các nhà báo, trước đó họ đã được căn dặn dò kỹ để tránh lây nhiễm. Một thời sau, bà được phép làm việc như một nhà chuyên môn trong phòng thí nghiệm trên đảo.

## Mất
Mallon bị cách ly cho đến hết quãng đời còn lại. Sáu năm trước khi chết, bà bị liệt người vì bệnh tai biến mạch máu não. Vào ngày 11 tháng 11 năm 1938, bà chết vào tuổi 69, vì bệnh viêm phổi. Bà vẫn bị nhiễm bệnh vào lúc bà chết: một cuộc khám nghiệm tử thi đã tìm ra bằng chứng vi khuẩn thương hàn vẫn tồn tại trong bà qua túi mật. Bà được hỏa thiêu; tro của bà được chôn cất tại Nghĩa trang Saint Raymond ở khu the Bronx.